# Torre di San Francesco

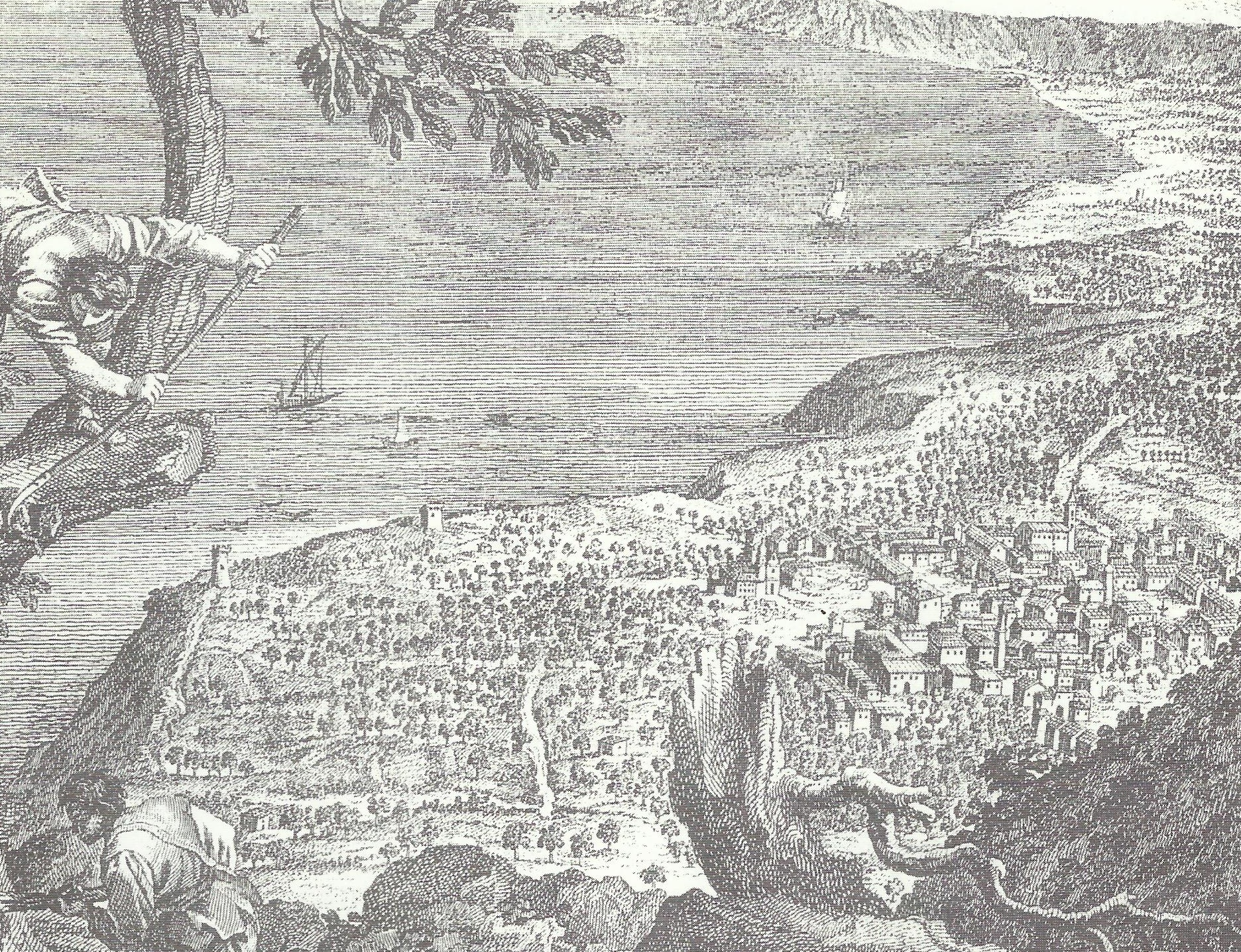
Zeichnung von Antonio Minasi aus dem Jahre 1779, auf der der Torre di San Francesco abgebildet ist

Der Torre di San Francesco ist einer der beiden Sarazenentürme aus dem 16. Jahrhundert bei Palmi. Während dieser Turm an der Costa Viola nicht mehr steht, gibt es den anderen, den Torre di Pietrenere heute noch. Der Platz, an dem früher der Torre di San Francesco stand, heißt bis heute „Torre“.

## Geschichte
Im Jahre 1549 wurde Palmi von den Truppen des türkischen Korsar Turgut Reis zerstört. In der Folge dieser Zerstörung beschloss der Herzog von Seminara, Karl II. Spinelli, der 1555 Lehensherr der Stadt geworden war, die „Terra di Palma“ wiederaufbauen und befestigen zu lassen. So beschloss er, zwei Küstenwachtürme errichten zu lassen. Beide wurden um 1565 errichtet und hießen „di San Francesco“ und „di Pietrenere“.
Im 19. Jahrhundert wurde der Torre di San Francesco als Telegrafenturm genutzt. Genau von diesem Telegrafen aus sendete Giuseppe Garibaldi am 22. August 1860 nach der Schiffsankunft des Zuges der Tausend in Palmi folgende Meldung:

“Le truppe nemiche si sbandano, la nostra marcia è un trionfo ...”

„Die feindlichen Truppen werden aufgelöst, unser Marsch ist ein Triumph ...“

Das Gebäude wurde in der zweiten Hälfte des 20. Jahrhunderts abgerissen, um Platz für den Bau des Belvedere Torre zu schaffen.

## Beschreibung
Der Turm ähnelte vermutlich in Bauart und Größe dem Torre di Pietrenere. Daher wird er an der Basis einen Umfang von etwa 22 Metern gehabt haben, eine Höhe von 15 Metern und als Baumaterial werden Bruchstein und Mauerziegel verwendet worden sein.
Das Gebäude wurde 1779 vom Maler Antonio Minasi in der Landschaft von Palmi dargestellt und mit dem Titel Prospetto del Faro di Messina, riviera di Scilla-Costiera di Parma, e spaggia di Gioia (dt.: Ansicht des Leuchtturms von Messina, Küstenstreifen von Scilla-Costiera bei Parma und Strand von Gioia) versehen. Eine weitere Zeichnung, auf dem der Torre di San Francesco abgebildet ist, ist die Illustration von Palmi vom Reisemaler Richard Keppel Craven von 1821.